# 宛西战役
宛西战役是1948年5月3日至5月17日期間，中國人民解放軍與中華民國國軍在河南省爆發的一場戰役。此次戰役由陳賡指揮，中國人民解放軍在此次戰役中佔領内乡、镇平、淅川、邓县、光化5座县城和西峡口、老河口、荆紫关、侯集等集镇，消滅中華民國國軍9700余人，地方武装1.2万余人。